# Station Drem
Drem is een spoorwegstation van National Rail aan de East Coast Main Line in East Lothian in Schotland. Het station is eigendom van Network Rail en wordt beheerd door ScotRail. 